# Olga Hadžić
Olga Hadžić (en serbe cyrillique : Олга Хаџић ; née le 25 août 1946 à Novi Sad et morte le 23 janvier 2019 à Novi Sad) est une mathématicienne serbe. Depuis 1990, elle est membre de l'Académie des sciences et des arts de VoÏvodine, et, depuis 1991, membre de l'Académie serbe des sciences et des arts.
Ses domaines de recherches sont l'analyse numérique, l'analyse fonctionnelle, la topologie et la théorie des probabilités.

## Biographie
Olga Hadžić a étudié à la Faculté de sciences naturelles et de mathématiques de l'université de Novi Sad, où elle a obtenu un doctorat ; à partir de 1981, elle a été professeur dans son université de formation.
Olga Hadžić est morte à Novi Sad le 23 janvier 2019,,